# مسابقات قهرمانی دو و میدانی آسیا
مسابقات قهرمانی دو و میدانی آسیا (انگلیسی: Asian Athletics Championships) مسابقات ورزش دو و میدانی در قاره آسیا است.
این مسابقات از سال ۱۹۷۳ تا کنون برگزار می‌شود.

## مسابقات
| دوره | سال  | شهر          | کشور           | تاریخ                | ورزشگاه                               | رویدادها | کشورها | ورزشکاران | بیشترین مدال |
| ---- | ---- | ------------ | -------------- | -------------------- | ------------------------------------- | -------- | ------ | --------- | ------------ |
| ۱    | ۱۹۷۳ | ماریکینا     | فیلیپین        | ۱۸–۲۳ نوامبر         | Rodriguez Sports Center               | ۳۷       |        |           | ژاپن         |
| ۲    | ۱۹۷۵ | سئول         | کره جنوبی      | ۹–۱۴ ژوئن            | Dongdaemun Stadium                    | ۳۹       |        |           | ژاپن         |
| ۳    | ۱۹۷۹ | توکیو        | ژاپن           | ۳۱ مه – ۳ ژوئن       | ورزشگاه ملی المپیک توکیو              | ۳۸       |        |           | ژاپن         |
| ۴    | ۱۹۸۱ | توکیو        | ژاپن           | ۵–۷ ژوئن             | ورزشگاه ملی المپیک توکیو              | ۳۷       |        |           | ژاپن         |
| ۵    | ۱۹۸۳ | کویت         | کویت           | ۳–۹ نوامبر           | Kuwait National Stadium               | ۳۸       |        |           | چین          |
| ۶    | ۱۹۸۵ | جاکارتا      | اندونزی        | ۲۵–۲۹ سپتامبر        | ورزشگاه گلورا بونگ کارنو              | ۴۲       |        |           | چین          |
| ۷    | ۱۹۸۷ | سنگاپور      | سنگاپور        | ۲۲–۲۶ ژوئیه          | National Stadium                      | ۴۰       |        |           | چین          |
| ۸    | ۱۹۸۹ | دهلی نو      | هند            | ۱۴–۱۹ نوامبر         | ورزشگاه جواهر لعل نهرو دهلی           | ۴۰       |        |           | چین          |
| ۹    | ۱۹۹۱ | کوالا لامپور | مالزی          | ۱۹–۲۳ اکتبر          | Stadium Merdeka                       | ۴۰       |        |           | چین          |
| ۱۰   | ۱۹۹۳ | مانیل        | فیلیپین        | ۳۰ نوامبر – ۴ دسامبر | ورزشگاه یادبود ریزال                  | ۴۱       |        |           | چین          |
| ۱۱   | ۱۹۹۵ | جاکارتا      | اندونزی        | ۲۰–۲۴ سپتامبر        | ورزشگاه گلورا بونگ کارنو              | ۴۱       |        |           | چین          |
| ۱۲   | ۱۹۹۸ | فوکوئوکا     | ژاپن           | ۱۹–۲۲ ژوئیه          | Hakatanomori Athletic Stadium         | ۴۳       |        |           | چین          |
| ۱۳   | ۲۰۰۰ | جاکارتا      | اندونزی        | ۲۸–۳۱ اوت            | ورزشگاه گلورا بونگ کارنو              | ۴۳       | ۳۷     | ۴۴۱       | چین          |
| ۱۴   | ۲۰۰۲ | کلمبو        | سری‌لانکا       | ۹–۱۲ اوت             | Sugathadasa Stadium                   | ۴۳       |        |           | چین          |
| ۱۵   | ۲۰۰۳ | مانیل        | فیلیپین        | ۲۰–۲۳ سپتامبر        | ورزشگاه یادبود ریزال                  | ۴۳       |        |           | چین          |
| ۱۶   | ۲۰۰۵ | اینچئون      | کره جنوبی      | ۱–۴ سپتامبر          | ورزشگاه مونهاک اینچئون                | ۴۳       | ۳۵     | ۵۳۶       | چین          |
| ۱۷   | ۲۰۰۷ | امان         | اردن           | ۲۵–۲۹ ژوئیه          | ورزشگاه بین‌المللی امان                | ۴۴       | ۳۴     |           | چین          |
| ۱۸   | ۲۰۰۹ | گوانگ‌ژو      | جمهوری خلق چین | ۱۰–۱۴ نوامبر         | ورزشگاه المپیک گوانگ‌دونگ              | ۴۴       | ۳۷     | ۵۰۵       | چین          |
| ۱۹   | ۲۰۱۱ | کوبه         | ژاپن           | ۷–۱۰ ژوئیه           | Kobe Universiade Memorial Stadium     | ۴۲       | ۴۰     | ۴۶۴       | چین          |
| ۲۰   | ۲۰۱۳ | پونه         | هند            | ۳–۷ ژوئیه            | Shree Shiv Chhatrapati Sports Complex | ۴۲       | ۴۲     | ۵۲۲       | چین          |
| ۲۱   | ۲۰۱۵ | ووهان        | جمهوری خلق چین | ۳–۷ ژوئن             | Wuhan Sports Center Stadium           | ۴۲       | ۴۰     | ۴۹۷       | چین          |
| ۲۲   | ۲۰۱۷ | بوبانسور     | هند            | ۵–۹ ژوئیه            | Kalinga Stadium                       | ۴۷       | ۴۵     | ۶۵۵       | هند          |
| ۲۳   | ۲۰۱۹ | دوحه         | قطر            | TBA                  | TBA                                   | TBA      | TBA    | TBA       | TBA          |

## جدول مدال‌ها
| رتبه  | کشور              | طلا | نقره | برنز | مجموع |
| 1     | چین               | ۳۰۸ | ۲۰۶  | ۱۱۳  | ۶۲۷   |
| 2     | ژاپن              | ۱۵۱ | ۱۹۱  | ۲۱۲  | ۵۵۴   |
| 3     | هند               | ۸۵  | ۱۰۱  | ۱۲۴  | ۳۱۰   |
| 4     | قطر               | ۶۱  | ۳۸   | ۳۸   | ۱۳۷   |
| 5     | قزاقستان          | ۳۳  | ۳۲   | ۴۲   | ۱۰۷   |
| 6     | عربستان سعودی     | ۲۸  | ۲۱   | ۱۲   | ۶۱    |
| 7     | کره جنوبی         | ۲۷  | ۵۸   | ۶۴   | ۱۳۹   |
| 8     | تایلند            | ۲۳  | ۳۰   | ۲۴   | ۷۷    |
| 9     | بحرین             | ۲۱  | ۲۰   | ۱۲   | ۵۳    |
| 10    | سری‌لانکا          | ۱۹  | ۱۴   | ۱۹   | ۵۵    |
| 11    | ایران             | ۱۷  | ۱۵   | ۲۱   | ۵۳    |
| 12    | تایوان            | ۱۶  | ۳۸   | ۶۱   | ۱۱۵   |
| 13    | ازبکستان          | ۱۶  | ۲۷   | ۱۹   | ۶۲    |
| 14    | کویت              | ۱۵  | ۱۵   | ۷    | ۳۷    |
| 15    | فیلیپین           | ۱۲  | ۱۱   | ۱۷   | ۴۰    |
| 16    | کره شمالی         | ۱۲  | ۱۱   | ۲۳   | ۴۶    |
| 17    | قرقیزستان         | ۸   | ۲    | ۵    | ۱۵    |
| 18    | مالزی             | ۶   | ۱۶   | ۲۶   | ۴۸    |
| 19    | امارات متحده عربی | ۶   | ۴    | ۳    | ۱۳    |
| 20    | عراق              | ۵   | ۹    | ۹    | ۲۳    |
| 21    | ویتنام            | ۵   | ۶    | ۶    | ۱۷    |
| 22    | تاجیکستان         | ۴   | ۲    | ۱    | ۷     |
| 23    | میانمار           | ۳   | ۲    | ۴    | ۹     |
| 24    | اسرائیل           | ۳   | ۱    | ۴    | ۸     |
| 25    | پاکستان           | ۲   | ۳    | ۲    | ۷     |
| 26    | سوریه             | ۲   | ۲    | ۶    | ۱۰    |
| 27    | اندونزی           | ۱   | ۸    | ۹    | ۱۸    |
| 28    | هنگ کنگ           | ۱   | ۵    | ۱    | ۷     |
| 29    | عمان              | ۱   | ۲    | ۳    | ۶     |
| 30    | اردن              | ۱   | ۱    | ۲    | ۴     |
| 31    | جمهوری آذربایجان  | ۱   | ۱    | ۱    | ۳     |
| 32    | ترکمنستان         | ۱   | ۱    | ۰    | ۲     |
| 33    | سنگاپور           | ۰   | ۸    | ۵    | ۱۳    |
| 34    | لبنان             | ۰   | ۲    | ۲    | ۴     |
| 35    | مغولستان          | ۰   | ۱    | ۰    | ۱     |
| 36    | کامبوج            | ۰   | ۰    | ۲    | ۲     |
| 37    | نپال              | ۰   | ۰    | ۲    | ۲     |
| مجموع | مجموع             | ۹۰۴ | ۹۰۷  | ۸۹۹  | ۲۷۰۹  |

## مدال آوران ایران در این مسابقات[۱]
| دوره | سال  | کشور           | مدال‌آوران ایران |
| ---- | ---- | -------------- | --- |
| ۱    | ۱۹۷۳ | فیلیپین        | - تیمور غیاثی – پرش ارتفاع (۲٫۱۵متر) - طلا - جلال کشمیری – پرتاب دیسک (۵۱٫۲۰متر) – طلا - مریم صدارتی – پرش ارتفاع (۱٫۵۸متر) – برنز - محمد وجدان‌زاده – ۳۰۰۰ متر با مانع (۹:۲۲٫۰) برنز |
| ۲    | ۱۹۷۵ | کره جنوبی      | - تیمور غیاثی – پرش ارتفاع (۲٫۱۴متر) – طلا - جلال کشمیری – پرتاب دیسک (۵۳٫۷۸متر) – نقره |
| ۳    | ۱۹۷۹ | ژاپن           | - |
| ۴    | ۱۹۸۱ | ژاپن           | - |
| ۵    | ۱۹۸۳ | کویت           | - محمد وجدان‌زاده – ۱۰ هزار متر (۳۰:۲۰٫۸۸ دقیقه) برنز |
| ۶    | ۱۹۸۵ | اندونزی        | - |
| ۷    | ۱۹۸۷ | سنگاپور        | - منصور قربانی – پرتاب دیسک (۵۳٫۰۰متر) – برنز |
| ۸    | ۱۹۸۹ | هند            | - فرامرز روستایی فر – ۸۰۰متر (۱:۵۱:۳۶دقیقه) – طلا |
| ۹    | ۱۹۹۱ | مالزی          | - حمید سجادی – ۳۰۰۰متر بامانع (۸:۳۳٫۸۹دقیقه) – طلا |
| ۱۰   | ۱۹۹۳ | فیلیپین        | - ملک شیرمرادی فر – ۸۰۰متر (۱:۴۹٫۴۰دقیقه) – برنز - حمید سجادی – ۳۰۰۰متر بامانع (۸:۴۳٫۲۹دقیقه) – برنز |
| ۱۱   | ۱۹۹۵ | اندونزی        | - حمید سجادی – ۳۰۰۰متر بامانع (۸:۴۲٫۸۰دقیقه) – برنز |
| ۱۲   | ۱۹۹۸ | ژاپن           | - حمید سجادی – ۳۰۰۰متر بامانع (۸:۳۷٫۸۸دقیقه) – برنز |
| ۱۳   | ۲۰۰۰ | اندونزی        | - مهدی جلودارزاده – ۸۰۰متر (۱:۴۹٫۸۰دقیقه) – طلا - عباس صمیمی – پرتاب دیسک (۵۸٫۲۷متر) - نقره - حمید سجادی – ۳۰۰۰متر بامانع (۸:۵۴٫۰۷دقیقه) – برنز |
| ۱۴   | ۲۰۰۲ | سری‌لانکا       | - عباس صمیمی – پرتاب دیسک (۶۰٫۴۹متر) – نقره |
| ۱۵   | ۲۰۰۳ | فیلیپین        | - عباس صمیمی – پرتاب دیسک (۵۹٫۵۱) – نقره |
| ۱۶   | ۲۰۰۵ | کره جنوبی      | - احسان حدادی – پرتاب دیسک (۶۵٫۲۵متر) – طلا «رکورد وقت آسیا» - عباس صمیمی – پرتاب دیسک (۵۹٫۰۸متر) – برنز - سجاد مرادی – ۸۰۰متر (۱:۴۴٫۷۴دقیقه) – برنز - روح‌الله عسکری – ۱۱۰متر بامانع (۱۳٫۸۹ثانیه) – برنز |
| ۱۷   | ۲۰۰۷ | اردن           | - احسان حدادی – پرتاب دیسک (۶۵٫۳۸متر) – طلا «رکورد وقت آسیا» - محمدمحسن ربانی - پرش بانیزه (۵٫۳۵متر) – طلا - هادی سپهرزاد – دهگانه (۷۶۶۷امتیاز) – نقره - رضا بوعذار – ۴۰۰متر (۴۶٫۹۰ثانیه) – نقره - سجاد مرادی – ۸۰۰متر (۱:۵۲٫۲۲دقیقه) نقره / ۱۵۰۰متر (۳:۴۷۰۱دقیقه) – نقره - محمد عاکفیان – ۴۰۰ متر (۴۶٫۹۳ثانیه) – برنز - عباس صمیمی – پرتاب دیسک (۶۱٫۲۹متر) – برنز - لیلا ابراهیمی – ۳۰۰۰متر بامانع (۱۲:۱۲٫۴۰دقیقه) – برنز |
| ۱۸   | ۲۰۰۹ | جمهوری خلق چین | - احسان حدادی – پرتاب دیسک (۶۴٫۸۳متر) – طلا - سجاد مرادی – ۸۰۰متر (۱:۴۸٫۵۸دقیقه) – طلا - محمد صمیمی – پرتاب دیسک (۶۴٫۰۱متر) – نقره - هادی سپهرزاد – دهگانه (۷۲۶۲امتیاز) – نقره - لیلا رجبی – پرتاب وزنه (۱۶٫۷۱متر) – نقره |
| ۱۹   | ۲۰۱۱ | ژاپن           | - احسان حدادی – پرتاب دیسک (۶۲٫۲۷متر) – طلا - هادی سپهرزاد – دهگانه (۷۵۰۶امتیاز) - طلا - سجاد مرادی – ۸۰۰متر (۱:۴۶٫۳۵دقیقه) – نقره / ۱۵۰۰متر (۳:۴۳٫۳۰دقیقه) – نقره - لیلا رجبی – پرتاب وزنه (۱۶٫۶۰متر) – برنز - تیم ۴در۴۰۰متر امدادی (پیمان رجبی، امین قلیچی، سجاد مرادی و احسان مهاجرشجاعی – ۳:۰۸٫۵۸دقیقه) – برنز |
| ۲۰   | ۲۰۱۳ | هند            | - کیوان قنبرزاده – پرش ارتفاع (۲٫۲۱متر) – نقره - محمد صمیمی – پرتاب دیسک (۶۱٫۹۳متر) – نقره - لیلا رجبی – پرتاب وزنه (۱۸٫۱۸متر) – نقره |
| ۲۱   | ۲۰۱۵ | جمهوری خلق چین | - رضا قاسمی – ۱۰۰متر (۱۰٫۱۹ثانیه) – برنز - محمود صمیمی – پرتاب دیسک (۵۹٫۷۸متر) – برنز |
| ۲۲   | ۲۰۱۷ | هند            | - احسان حدادی – پرتاب دیسک (۶۴٫۵۴متر) – طلا - حسن تفتیان – ۱۰۰متر (۱۰٫۲۵ثانیه) – طلا - حسین کیهانی – ۳۰۰۰متر بامانع (۸:۴۳٫۸۲دقیقه) – طلا - علی ثمری – پرتاب وزنه (۱۹٫۸۰متر) – طلا - مسلم نیادوست – ۱۵۰۰متر (۳:۴۸٫۵۳دقیقه) – برنز |
| ۲۳   | ۲۰۱۹ | قطر            | |